# Combles-en-Barrois
Combles-en-Barrois település Franciaországban, Meuse megyében. Lakosainak száma 773 fő (2022. január 1.). Combles-en-Barrois Bar-le-Duc, Brillon-en-Barrois, Fains-Véel, Montplonne és Trémont-sur-Saulx községekkel határos.

## Népesség
A település népességének változása:
| Lakosok száma | 363  | 805  | 814  | 861  | 848  | 830  | 797  | 785  | 778  | 773  |
|               | 1968 | 1982 | 1990 | 2006 | 2013 | 2015 | 2017 | 2019 | 2020 | 2022 |